# Свит, Роберт
Роберт Свит (англ. Robert Sweet; 1783[…], Торки, Девон — 20 января 1835, Челси, Большой Лондон) — английский ботаник и орнитолог.

## Биография

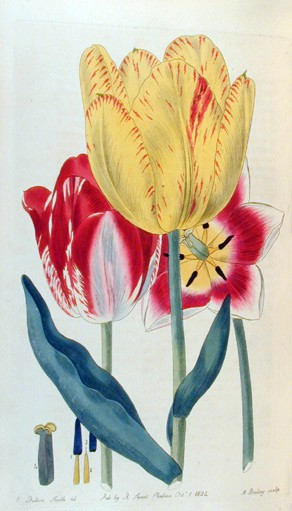
Иллюстрация из работы «The British Flower Garden»

Роберт Свит родился в 1783 году. Состоял в Лондонском Линнеевском обществе. К 1818 году Роберт Свит опубликовал научные работы по ботанике. Внёс значительный вклад в ботанику, описав множество видов растений.
Роберт Свит умер в Челси в Лондоне 20 января 1835 года. 

## Научная деятельность
Роберт Свит специализировался на папоротниковидных и на семенных растениях. Он опубликовал множество прекрасно иллюстрированных научных работ по ботанике. 

## Научные работы
- The British Flower Garden: coloured figures & descriptions of the most ornamental & curious hardy herbaceous plants. Лондон, 1823—1829.
- Hortus Suburbanus Londinensis. 1818.
- Geraniaceae. five volumes, 1820—1830.
- Cistineae, Sweet's Hortus Britannicus. 1826—1827.
- Flora Australasica. 1827—1828.
- British Botany (with H. Weddell). 1831.